# Mart'nália Canta Vinicius de Moraes
Mart'nália Canta Vinicius de Moraes é um álbum de estúdio da cantora brasileira Mart'nália em que a cantora interpreta composições e canções gravadas pelo cantor e diplomata brasileiro, Vinicius de Moraes. O álbum foi lançado em 15 de março de 2019.

## Produção
O álbum foi produzido pelos músicos Arthur Maia e Celso Fonseca e foi lançado pela gravadora Biscoito Fino.
O disco apresenta o último trabalho de Arthur Maia, morto em dezembro de 2018.

## Faixas
Compõem o disco as músicas:
| N.º | Título                                                                      | Duração |  |
| 1.  | "Saudação A Vinicius de Moraes/ Samba Da Benção"                            | 0:50    |  |
| 2.  | "A Tonga Da Mironga Do Kabuletê"                                            | 3:14    |  |
| 3.  | "Deixa"                                                                     | 2:55    |  |
| 4.  | "Um Pouco Mais de Consideração"                                             | 2:40    |  |
| 5.  | "Minha Namorada"                                                            | 3:56    |  |
| 6.  | "Eu Sei que Vou Te Amar/ Soneto do Corifeu (part. especial Maria Bethânia)" | 4:56    |  |
| 7.  | "Sabe Você?"                                                                | 3:36    |  |
| 8.  | "Onde Anda Você"                                                            | 3:16    |  |
| 9.  | "Você E Eu"                                                                 | 2:23    |  |
| 10. | "Insensatez (Quelle Grande Sottise) (part. especial Carla Bruni)"           | 4:23    |  |
| 11. | "Tarde em Itapõa (part. especial Toquinho)"                                 | 4:06    |  |
| 12. | "Maria vai com as outras"                                                   | 3:53    |  |
| 13. | "Canto de Ossanha"                                                          | 3:48    |  |
| 14. | "Agradecimento A Vinicius de Moraes/Samba Da Benção"                        | 0:24    |  |

## Recepção da crítica
O crítico musical, Mauro Ferreira, escreveu para o portal G1 sobre o disco. Em seu parecer, deu crítica favorável, mas também, categorizou o álbum como "um tanto acomodado".
Carlos Bozzo Junior escreveu para Folha de S.Paulo, onde fez elogios ao álbum. Para Carlos: "Mart'nália homenageia honrando a si e ao poeta com suingue e propriedade".

## Prêmios
| Ano  | Data da cerimônia      | Categoria                                     | Recipiente                          | Resultado | Ref.   |
| ---- | ---------------------- | --------------------------------------------- | ----------------------------------- | --------- | ------ |
| 2019 | 14 de novembro de 2019 | Grammy Latino de Melhor Álbum de Samba/Pagode | Mart'nália canta Vinicius de Moraes | Venceu    | [ 14 ] |